# شرکت مادر
شرکت مادر یا شرکت صاحب سهم یا شرکت مالک (انگلیسی: Parent company) شرکتی است که سهام آن شرکت در مقابل شرکت دیگر (زیر مجموعه) به اندازه کافی (بیش از ۵۰ درصد) باشد تا کنترل مدیریت و عملیات به وسیلهٔ اثرگذاری و انتخاب هیئت مدیره لحاظ گردد.
ایجاد شرکت مادر یکی از راه‌های انحصارگرایی است.
برخلاف تراست که تنها امانت‌دار سهام شرکت‌ها است، شرکت مادر سهام شرکت‌های تولیدی را فقط در حدّی خریداری می‌کند که بتواند برای آن‌ها تصمیم‌گیری کند. به علَت آن‌که صاحبان اوراق قرضه و سهام ممتاز از حق رأی برخوردار نیستند، شرکت مادر با خرید نیمی از سهام عادی هر شرکتی می‌تواند تصمیم‌گیری در آن شرکت به دست بگیرد. در روش شرکت مادر هرچند شرکت‌ها استقلال حقوقی خود را حداقل در ارتباط با دنیای خارج حفظ می‌کنند، اما استقلال مالی آن‌ها به کلی از بین می‌رود. همچنین سیاست‌های مربوط به شرکت‌ها تا حد زیادی به مالک انتقال می‌یابد.
شرکت مادر که در دهه‌های اوّل قرن بیستم مخصوصاً در آمریکا به وجود آمد و موجب از بین رفتن رقابت و ایجاد انحصار گردید، باعث شد که دوباره دولت در امور اقتصادی دخالت کند. تجربه ثابت کرده‌است که اجرای اصل رقابت که یکی از اصول اصلی نظام سرمایه‌داری است، بدون نقض اصل اساسی دیگر یعنی عدم مداخلهٔ دولت در فعّالیت‌های اقتصادی امکان ندارد، زیرا تولیدکنندگان وقتی آزاد باشند، از راه‌های گوناگون به حذف رقبا و ایجاد انحصار می‌پردازند؛ بنابراین از سال ۱۹۵۳ به بعد در آمریکا قوانین زیادی بر ضدّ هلدینگ به وجود آمد؛ از جمله ایجاد شرکت مادر در امور تولیدی و عام‌المنفعه.